# Eleições autárquicas portuguesas de 2001 no distrito de Lisboa
| Eleições autárquicas portuguesas de 2001 Distritos: Aveiro \| Beja \| Braga \| Bragança \| Castelo Branco \| Coimbra \| Évora \| Faro \| Guarda \| Leiria \| Lisboa \| Portalegre \| Porto \| Santarém \| Setúbal \| Viana do Castelo \| Vila Real \| Viseu \| Açores \| Madeira |

## Resultados por concelho
Os resultados nos concelhos do Distrito de Lisboa foram os seguintes:

### Alenquer
| Partido                 | Partido                        | Votos  | %               | +/-  | Vereadores | +/-     |
| ----------------------- | ------------------------------ | ------ | --------------- | ---- | ---------- | ------- |
|                         | Partido Socialista             | 8 851  | 49,48 / 100,00  | 5,82 | 4 / 7      | 1       |
|                         | Partido Social Democrata       | 4 456  | 24,91 / 100,00  | 7,92 | 2 / 7      | 1       |
|                         | Coligação Democrática Unitária | 3 411  | 19,07 / 100,00  | 0,63 | 1 / 7      | Estável |
|                         | Partido Popular                | 462    | 2,58 / 100,00   | 1,87 | 0 / 7      | Estável |
| Votos Inválidos         | Votos Inválidos                | 707    | 3,95 / 100,00   | 0,09 |            |         |
| Total                   | Total                          | 17 887 | 100,00 / 100,00 |      | 7 / 7      |         |
| Eleitorado/Participação | Eleitorado/Participação        | 30 820 | 58,04 / 100,00  | 1,30 |            |         |

### Amadora
| Partido                 | Partido                        | Votos   | %               | +/-   | Vereadores | +/-     |
| ----------------------- | ------------------------------ | ------- | --------------- | ----- | ---------- | ------- |
|                         | Partido Socialista             | 32 298  | 45,51 / 100,00  | 11,72 | 6 / 11     | 2       |
|                         | PSD-CDS                        | 17 507  | 24,67 / 100,00  | -     | 3 / 11     | -       |
|                         | Coligação Democrática Unitária | 15 138  | 21,33 / 100,00  | 7,59  | 2 / 11     | 2       |
|                         | Bloco de Esquerda              | 1 337   | 1,88 / 100,00   | Novo  | 0 / 11     | Novo    |
|                         | PCTP/MRPP                      | 1 169   | 1,65 / 100,00   | 0,50  | 0 / 11     | Estável |
|                         | Partido da Terra               | 629     | 0,89 / 100,00   | -     | 0 / 11     | -       |
| Votos Inválidos         | Votos Inválidos                | 2 894   | 4,08 / 100,00   | 0,10  |            |         |
| Total                   | Total                          | 70 972  | 100,00 / 100,00 |       | 11 / 11    |         |
| Eleitorado/Participação | Eleitorado/Participação        | 148 771 | 47,71 / 100,00  | 3,66  |            |         |

### Arruda dos Vinhos
| Partido                 | Partido                        | Votos | %               | +/-  | Vereadores | +/-     |
| ----------------------- | ------------------------------ | ----- | --------------- | ---- | ---------- | ------- |
|                         | Partido Social Democrata       | 2 584 | 49,15 / 100,00  | 9,08 | 3 / 5      | 1       |
|                         | Partido Socialista             | 1 873 | 35,63 / 100,00  | 2,20 | 2 / 5      | Estável |
|                         | Coligação Democrática Unitária | 650   | 12,36 / 100,00  | 4,76 | 0 / 5      | 1       |
| Votos Inválidos         | Votos Inválidos                | 150   | 2,85 / 100,00   | 0,27 |            |         |
| Total                   | Total                          | 5 257 | 100,00 / 100,00 |      | 5 / 5      |         |
| Eleitorado/Participação | Eleitorado/Participação        | 8 143 | 64,56 / 100,00  | 1,42 |            |         |

### Azambuja
| Partido                 | Partido                        | Votos  | %               | +/-  | Vereadores | +/-     |
| ----------------------- | ------------------------------ | ------ | --------------- | ---- | ---------- | ------- |
|                         | Partido Socialista             | 4 620  | 44,09 / 100,00  | 5,85 | 4 / 7      | 1       |
|                         | Coligação Democrática Unitária | 2 930  | 27,96 / 100,00  | 6,59 | 2 / 7      | 1       |
|                         | Partido Social Democrata       | 2 097  | 20,01 / 100,00  | 3,14 | 1 / 7      | Estável |
|                         | Bloco de Esquerda              | 211    | 2,01 / 100,00   | Novo | 0 / 7      | Novo    |
|                         | Partido Popular                | 183    | 1,75 / 100,00   | 1,03 | 0 / 7      | Estável |
| Votos Inválidos         | Votos Inválidos                | 437    | 4,17 / 100,00   | 0,08 |            |         |
| Total                   | Total                          | 10 478 | 100,00 / 100,00 |      | 7 / 7      |         |
| Eleitorado/Participação | Eleitorado/Participação        | 16 745 | 62,57 / 100,00  | 2,55 |            |         |

### Cadaval
| Partido                 | Partido                        | Votos  | %               | +/-  | Vereadores | +/-     |
| ----------------------- | ------------------------------ | ------ | --------------- | ---- | ---------- | ------- |
|                         | Partido Social Democrata       | 3 378  | 45,54 / 100,00  | 8,03 | 4 / 7      | 1       |
|                         | Partido Socialista             | 3 274  | 44,14 / 100,00  | 7,10 | 3 / 7      | 1       |
|                         | Coligação Democrática Unitária | 284    | 3,83 / 100,00   | 0,11 | 0 / 7      | Estável |
|                         | Partido Popular                | 228    | 3,07 / 100,00   | 0,37 | 0 / 7      | Estável |
| Votos Inválidos         | Votos Inválidos                | 254    | 3,43 / 100,00   | 1,38 |            |         |
| Total                   | Total                          | 7 418  | 100,00 / 100,00 |      | 7 / 7      |         |
| Eleitorado/Participação | Eleitorado/Participação        | 12 034 | 61,64 / 100,00  | 0,52 |            |         |

### Cascais
| Partido                 | Partido                        | Votos   | %               | +/-   | Vereadores | +/-     |
| ----------------------- | ------------------------------ | ------- | --------------- | ----- | ---------- | ------- |
|                         | PSD-CDS                        | 36 211  | 52,20 / 100,00  | -     | 7 / 11     | -       |
|                         | Partido Socialista             | 20 328  | 29,30 / 100,00  | 12,74 | 3 / 11     | 2       |
|                         | Coligação Democrática Unitária | 6 376   | 9,19 / 100,00   | 2,33  | 1 / 11     | Estável |
|                         | Bloco de Esquerda              | 1 456   | 2,10 / 100,00   | Novo  | 0 / 11     | Novo    |
|                         | Partido da Terra               | 701     | 1,01 / 100,00   | -     | 0 / 11     | -       |
|                         | PCTP/MRPP                      | 601     | 0,87 / 100,00   | 0,17  | 0 / 11     | Estável |
| Votos Inválidos         | Votos Inválidos                | 3 702   | 5,33 / 100,00   | 0,17  |            |         |
| Total                   | Total                          | 69 375  | 100,00 / 100,00 |       | 11 / 11    |         |
| Eleitorado/Participação | Eleitorado/Participação        | 146 436 | 47,38 / 100,00  | 1,07  |            |         |

### Lisboa
| Partido                 | Partido                    | Votos   | %               | +/-   | Vereadores | +/-     |
| ----------------------- | -------------------------- | ------- | --------------- | ----- | ---------- | ------- |
|                         | PSD-PPM                    | 131 135 | 41,98 / 100,00  | Novo  | 8 / 17     | Novo    |
|                         | PS-PCP-PEV                 | 130 279 | 41,70 / 100,00  | 10,18 | 8 / 17     | 2       |
|                         | Partido Popular            | 23 584  | 7,55 / 100,00   | -     | 1 / 17     | -       |
|                         | Bloco de Esquerda          | 11 877  | 3,80 / 100,00   | Novo  | 0 / 17     | Novo    |
|                         | PCTP/MRPP                  | 2 419   | 0,77 / 100,00   | 1,14  | 0 / 17     | Estável |
|                         | Partido Humanista          | 1 352   | 0,43 / 100,00   | Novo  | 0 / 17     | Novo    |
|                         | Partido da Terra           | 1 347   | 0,43 / 100,00   | -     | 0 / 17     | -       |
|                         | Partido Nacional Renovador | 652     | 0,21 / 100,00   | Novo  | 0 / 17     | Novo    |
| Votos Inválidos         | Votos Inválidos            | 9 746   | 3,12 / 100,00   | 1,20  |            |         |
| Total                   | Total                      | 312 391 | 100,00 / 100,00 |       | 17 / 17    |         |
| Eleitorado/Participação | Eleitorado/Participação    | 567 867 | 55,01 / 100,00  | 6,72  |            |         |

### Loures
| Partido                 | Partido                        | Votos   | %               | +/-  | Vereadores | +/-     |
| ----------------------- | ------------------------------ | ------- | --------------- | ---- | ---------- | ------- |
|                         | Partido Socialista             | 32 604  | 37,02 / 100,00  | 2,78 | 5 / 11     | 1       |
|                         | Coligação Democrática Unitária | 27 543  | 31,27 / 100,00  | 3,82 | 4 / 11     | 1       |
|                         | Partido Social Democrata       | 17 004  | 19,31 / 100,00  | 0,45 | 2 / 11     | Estável |
|                         | Partido Popular                | 3 276   | 3,72 / 100,00   | 1,50 | 0 / 11     | Estável |
|                         | Bloco de Esquerda              | 1 365   | 1,55 / 100,00   | Novo | 0 / 11     | Novo    |
|                         | PCTP/MRPP                      | 1 239   | 1,41 / 100,00   | 0,14 | 0 / 11     | Estável |
|                         | Partido da Terra               | 760     | 0,86 / 100,00   | -    | 0 / 11     | -       |
| Votos Inválidos         | Votos Inválidos                | 4 287   | 4,87 / 100,00   | 0,11 |            |         |
| Total                   | Total                          | 88 078  | 100,00 / 100,00 |      | 11 / 11    |         |
| Eleitorado/Participação | Eleitorado/Participação        | 161 538 | 54,52 / 100,00  | 0,20 |            |         |

### Lourinhã
| Partido                 | Partido                        | Votos  | %               | +/-   | Vereadores | +/-     |
| ----------------------- | ------------------------------ | ------ | --------------- | ----- | ---------- | ------- |
|                         | Partido Socialista             | 6 345  | 51,46 / 100,00  | 6,79  | 4 / 7      | 1       |
|                         | Partido Social Democrata       | 4 780  | 38,77 / 100,00  | 10,19 | 3 / 7      | 1       |
|                         | Partido Popular                | 422    | 3,42 / 100,00   | 3,65  | 0 / 7      | Estável |
|                         | Coligação Democrática Unitária | 356    | 2,89 / 100,00   | 1,07  | 0 / 7      | Estável |
| Votos Inválidos         | Votos Inválidos                | 427    | 3,46 / 100,00   | 0,83  |            |         |
| Total                   | Total                          | 12 330 | 100,00 / 100,00 |       | 7 / 7      |         |
| Eleitorado/Participação | Eleitorado/Participação        | 19 689 | 62,62 / 100,00  | 2,10  |            |         |

### Mafra
| Partido                 | Partido                        | Votos  | %               | +/-  | Vereadores | +/-     |
| ----------------------- | ------------------------------ | ------ | --------------- | ---- | ---------- | ------- |
|                         | Partido Social Democrata       | 12 796 | 51,97 / 100,00  | 0,83 | 4 / 7      | 1       |
|                         | Partido Socialista             | 9 078  | 36,87 / 100,00  | 7,25 | 3 / 7      | 1       |
|                         | Coligação Democrática Unitária | 1 020  | 4,14 / 100,00   | 3,39 | 0 / 7      | Estável |
|                         | Partido Popular                | 543    | 2,21 / 100,00   | 3,33 | 0 / 7      | Estável |
|                         | Partido Nacional Renovador     | 225    | 0,91 / 100,00   | Novo | 0 / 7      | Novo    |
| Votos Inválidos         | Votos Inválidos                | 961    | 3,91 / 100,00   | 0,61 |            |         |
| Total                   | Total                          | 24 623 | 100,00 / 100,00 |      | 7 / 7      |         |
| Eleitorado/Participação | Eleitorado/Participação        | 40 270 | 61,14 / 100,00  | 2,41 |            |         |

### Odivelas
| Partido                 | Partido                        | Votos   | %               | Vereadores |
| ----------------------- | ------------------------------ | ------- | --------------- | ---------- |
|                         | Partido Socialista             | 24 409  | 41,03 / 100,00  | 5 / 11     |
|                         | Partido Social Democrata       | 16 836  | 28,30 / 100,00  | 4 / 11     |
|                         | Coligação Democrática Unitária | 11 905  | 20,01 / 100,00  | 2 / 11     |
|                         | Partido Popular                | 2 172   | 3,65 / 100,00   | 0 / 11     |
|                         | Bloco de Esquerda              | 852     | 1,43 / 100,00   | 0 / 11     |
|                         | PCTP/MRPP                      | 661     | 1,11 / 100,00   | 0 / 11     |
|                         | Partido da Terra               | 218     | 0,37 / 100,00   | 0 / 11     |
| Votos Inválidos         | Votos Inválidos                | 2 431   | 4,08 / 100,00   |            |
| Total                   | Total                          | 59 484  | 100,00 / 100,00 | 11 / 11    |
| Eleitorado/Participação | Eleitorado/Participação        | 111 492 | 53,35 / 100,00  |            |

### Oeiras
| Partido                 | Partido                        | Votos   | %               | +/-  | Vereadores | +/-     |
| ----------------------- | ------------------------------ | ------- | --------------- | ---- | ---------- | ------- |
|                         | Partido Social Democrata       | 36 514  | 55,00 / 100,00  | 6,73 | 7 / 11     | 1       |
|                         | Partido Socialista             | 15 751  | 23,73 / 100,00  | 5,75 | 3 / 11     | 1       |
|                         | Coligação Democrática Unitária | 6 674   | 10,05 / 100,00  | 2,23 | 1 / 11     | Estável |
|                         | Partido Popular                | 2 315   | 3,49 / 100,00   | 0,71 | 0 / 11     | Estável |
|                         | Bloco de Esquerda              | 1 919   | 2,89 / 100,00   | Novo | 0 / 11     | Novo    |
|                         | Partido da Terra               | 368     | 0,55 / 100,00   | -    | 0 / 11     | -       |
|                         | PCTP/MRPP                      | 325     | 0,49 / 100,00   | 0,15 | 0 / 11     | Estável |
| Votos Inválidos         | Votos Inválidos                | 2 523   | 3,80 / 100,00   | 0,23 |            |         |
| Total                   | Total                          | 66 389  | 100,00 / 100,00 |      | 11 / 11    |         |
| Eleitorado/Participação | Eleitorado/Participação        | 137 226 | 48,38 / 100,00  | 3,38 |            |         |

### Sintra
| Partido                 | Partido                        | Votos   | %               | +/-   | Vereadores | +/-     |
| ----------------------- | ------------------------------ | ------- | --------------- | ----- | ---------- | ------- |
|                         | PSD-CDS                        | 48 933  | 39,16 / 100,00  | -     | 5 / 11     | -       |
|                         | Partido Socialista             | 45 516  | 36,43 / 100,00  | 12,16 | 4 / 11     | 2       |
|                         | Coligação Democrática Unitária | 19 699  | 15,77 / 100,00  | 7,39  | 2 / 11     | 1       |
|                         | Bloco de Esquerda              | 3 367   | 2,69 / 100,00   | Novo  | 0 / 11     | Novo    |
|                         | PCTP/MRPP                      | 1 551   | 1,24 / 100,00   | 0,07  | 0 / 11     | Estável |
|                         | Partido da Terra               | 1 024   | 0,82 / 100,00   | -     | 0 / 11     | -       |
| Votos Inválidos         | Votos Inválidos                | 4 853   | 3,88 / 100,00   | 0,13  |            |         |
| Total                   | Total                          | 124 943 | 100,00 / 100,00 |       | 11 / 11    |         |
| Eleitorado/Participação | Eleitorado/Participação        | 255 801 | 48,84 / 100,00  | 2,86  |            |         |

### Sobral de Monte Agraço
| Partido                 | Partido                        | Votos | %               | +/-  | Vereadores | +/-     |
| ----------------------- | ------------------------------ | ----- | --------------- | ---- | ---------- | ------- |
|                         | Coligação Democrática Unitária | 2 277 | 57,67 / 100,00  | 6,63 | 4 / 5      | Estável |
|                         | Partido Socialista             | 948   | 24,01 / 100,00  | 6,47 | 1 / 5      | Estável |
|                         | PSD-CDS                        | 530   | 13,42 / 100,00  | -    | 0 / 5      | -       |
| Votos Inválidos         | Votos Inválidos                | 193   | 4,89 / 100,00   | 0,42 |            |         |
| Total                   | Total                          | 3 948 | 100,00 / 100,00 |      | 5 / 5      |         |
| Eleitorado/Participação | Eleitorado/Participação        | 6 823 | 57,86 / 100,00  | 2,56 |            |         |

### Torres Vedras
| Partido                 | Partido                        | Votos  | %               | +/-  | Vereadores | +/-     |
| ----------------------- | ------------------------------ | ------ | --------------- | ---- | ---------- | ------- |
|                         | Partido Socialista             | 13 778 | 41,68 / 100,00  | 5,90 | 4 / 9      | 1       |
|                         | Partido Social Democrata       | 13 707 | 41,47 / 100,00  | 8,63 | 4 / 9      | 1       |
|                         | Coligação Democrática Unitária | 3 373  | 10,20 / 100,00  | 1,59 | 1 / 9      | Estável |
|                         | Partido Popular                | 1 026  | 3,10 / 100,00   | 0,62 | 0 / 9      | Estável |
| Votos Inválidos         | Votos Inválidos                | 1 171  | 3,54 / 100,00   | 0,53 |            |         |
| Total                   | Total                          | 33 055 | 100,00 / 100,00 |      | 9 / 9      |         |
| Eleitorado/Participação | Eleitorado/Participação        | 58 834 | 56,18 / 100,00  | 2,19 |            |         |

### Vila Franca de Xira
| Partido                 | Partido                        | Votos  | %               | +/-  | Vereadores | +/-     |
| ----------------------- | ------------------------------ | ------ | --------------- | ---- | ---------- | ------- |
|                         | Partido Socialista             | 23 322 | 46,64 / 100,00  | 8,18 | 5 / 9      | 1       |
|                         | Coligação Democrática Unitária | 14 229 | 28,45 / 100,00  | 8,84 | 3 / 9      | 1       |
|                         | Partido Social Democrata       | 8 487  | 16,97 / 100,00  | 1,37 | 1 / 9      | Estável |
|                         | Partido Popular                | 1 299  | 2,60 / 100,00   | 0,78 | 0 / 9      | Estável |
|                         | Bloco de Esquerda              | 866    | 1,73 / 100,00   | Novo | 0 / 9      | Novo    |
| Votos Inválidos         | Votos Inválidos                | 1 805  | 3,61 / 100,00   | 0,24 |            |         |
| Total                   | Total                          | 50 008 | 100,00 / 100,00 |      | 9 / 9      |         |
| Eleitorado/Participação | Eleitorado/Participação        | 95 500 | 52,36 / 100,00  | 2,84 |            |         |